# Coupe d'Europe de hockey sur glace 1985-1986
Navigation
Coupe d'Europe 1984-1985 Coupe d'Europe 1986-1987
La saison 1985-1986 est la 21e édition de la Coupe d'Europe de hockey sur glace.

## Tour préliminaire
| Équipe #1               | Score     | Équipe #2    |
| ----------------------- | --------- | ------------ |
| Deko Builders Amsterdam | 10:1, 8:1 | Slavia Sofia |
| Wasps de Durham         | 6:7, 3:8  | HK Jesenice  |

## Premier tour
| Équipe 1                | Score     | Équipe 2              |
| ----------------------- | --------- | --------------------- |
| Dynamo Berlin           | 11:1, 8:1 | HC Dosza Ujpest       |
| HC Saint-Gervais        | 5:3, 3:3  | KH Zagłębie Sosnowiec |
| HK Jesenice             | 5:8, 2:9  | HC Davos              |
| CH Txuri Urdin          | 1:5, 0:18 | HC Bolzano            |
| Deko Builders Amsterdam | 2:4, 5:9  | EC Klagenfurt AC      |

 Ilves Tampere,   
 Södertälje SK,   
 SB Rosenheim,   
 Dukla Jihlava,  
 CSKA Moscou : qualifiés d'office.

## Second tour
| Équipe 1         | Score       | Équipe 2      |
| ---------------- | ----------- | ------------- |
| HC Bolzano       | 1:11, 2:11  | SB Rosenheim  |
| EC Klagenfurt AC | 1:4, 2:10   | Dukla Jihlava |
| HC Davos         | 5:9, 5:9    | Södertälje SK |
| Dynamo Berlin    | 1:3, 4:3    | SB Rosenheim  |
| HC Saint-Gervais | par forfait | Ilves Tampere |

## Groupe final
| Équipe 1      | Score | Équipe 2         |
| ------------- | ----- | ---------------- |
| SB Rosenheim  | 1:3   | Södertälje SK    |
| Dukla Jihlava | 10:2  | HC Saint-Gervais |
| CSKA Moscou   | 10:2  | Södertälje SK    |
| SB Rosenheim  | 9:4   | HC Saint-Gervais |
| CSKA Moscou   | 19:1  | HC Saint-Gervais |
| SB Rosenheim  | 6:4   | Dukla Jihlava    |
| CSKA Moscou   | 9:3   | Dukla Jihlava    |
| Södertälje SK | 11:0  | HC Saint-Gervais |
| SB Rosenheim  | 0:8   | CSKA Moscou      |
| Södertälje SK | 5:4   | Dukla Jihlava    |

### Classement du groupe final
| Place | Équipe           | Points |
| 1     | CSKA Moscou      | 8      |
| 2     | Södertälje SK    | 6      |
| 3     | SB Rosenheim     | 4      |
| 4     | Dukla Jihlava    | 2      |
| 5     | HC Saint-Gervais | 0      |

## Bilan
Le CSKA Moscou remporte la 21e Coupe d'Europe.